# 피셔작은과일박쥐
피셔작은과일박쥐(Rhinophylla fischerae)는 주걱박쥐과(신세계잎코박쥐류)에 속하는 박쥐의 일종이다. 브라질과 콜롬비아와 에콰도르, 페루 그리고 베네수엘라에서 발견된다.

## 특징
몸길이가 41~44mm이고 전완장이 31~32mm인 작은 박쥐다. 발 길이는 8~9mm, 귀 길이는 9~13mm이고 몸무게는 최대 7g이다.양털처럼 부드러운 털이 다리와 발, 전완골까지 덮여 있다. 등 쪽은 회색부터 밝고 불그스레한 갈색까지 띠는 반면에 배 쪽은 갈색빛 회색이다.

## 생태
먹이는 주로 과일이지만 곤충을 먹기도 한다. 한 마리의 새끼를 임신한 암컷이 6월과 7월에 페루에서 포획된 기록이 있다.

## 분포 및 서식지
에콰도르 동부와 페루 북부 및 중동부, 콜롬비아 남부, 베네수엘라, 브라질 중부와 서부에 널리 분포한다. 열대 상록수림에서 서식하지만 낙엽성 숲에서도 드물게 서식한다. 강과 과수원 근처에서 발견된다.